# Coelorhyncidia nitidalis
Coelorhyncidia nitidalis là một loài bướm đêm trong họ Crambidae.